# Schickhardt-Gymnasium Herrenberg
Das Schickhardt-Gymnasium ist das ältere der beiden Gymnasien in der baden-württembergischen Stadt Herrenberg. Die Schule wurde 1962 eröffnet und liegt im südöstlich der Stadt gelegenen Schulzentrum Längenholz.

## Namensgebung
Als Namensgeber der Schule wurde 1962 der in Herrenberg geborene Renaissance-Baumeister Heinrich Schickhardt (1558–1635) angegeben. Später wurden zwei weitere mit Herrenberg verbundene Träger des Namens Schickhardt ebenfalls als Namensgeber betrachtet:
- Heinrich Schickhardt (* 1464 in Siegen, † 1540), Großvater des Baumeisters und Erschaffer des Chorgestühls der Stiftskirche Herrenberg
- Wilhelm Schickard (* 1592 in Herrenberg, † 1635), Neffe des Baumeisters, Astronom und Mathematiker

## Geschichte
Das Schickhardt-Gymnasium sieht sich in der Tradition der 1382 erstmals erwähnten Lateinschule in Herrenberg.
Bis 1962 war das Herrenberger Gymnasium in den Räumen der heutigen Volkshochschule untergebracht. Am 22. März 1962 wurde das Gebäude des Schickhardt-Gymnasiums als erste Schule des späteren Schulzentrums Längenholz eröffnet. Die Schule hatte damals 309 Schüler.
Das Gymnasium war eine der ersten Schulen in Baden-Württemberg, die den Projektunterricht einführte. Dieser findet am Schuljahresende statt.
Die geburtenstarken Jahrgänge waren eine der Ursachen von hohen Schülerzahlen in den 1970er Jahren. Den Höchststand erreichte die Schule im Schuljahr 1977/1978 mit rund 1800 Schülern in 59 Klassen, die im Schichtbetrieb unterrichtet wurden. Diese Entwicklung führte zum Bau des zweiten Herrenberger Gymnasiums, des Andreae-Gymnasiums.

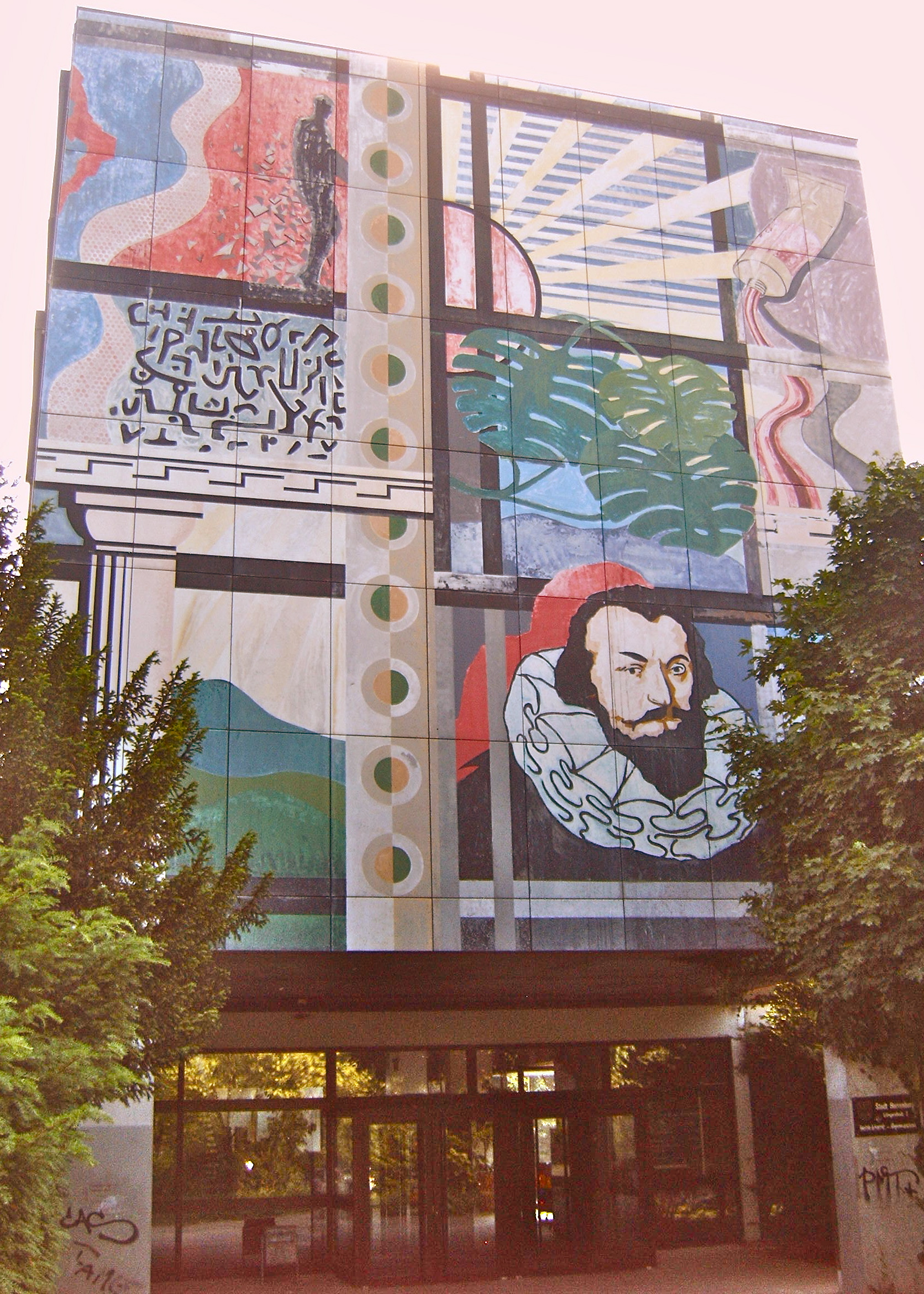
1992 gestaltete Eingangsfassade

An der dreigeschossigen Eingangsfassade ist seit Juni 1992 Wilhelm Schickard abgebildet. Die Umgestaltung der 140 Quadratmeter großen Fassade ging auf eine Initiative von Schülern zurück, die die künstlerische Ausführung unter der Anleitung zweier Kunstlehrer selbst übernahmen. Vorausgegangen war eine zehnjährige Auseinandersetzung um Genehmigung und finanzielle Zuschüsse mit Stadtverwaltung, Oberbürgermeister und dem Architekten, der die von ihm entworfene ursprünglich komplett graue Wand verteidigt hatte.
Im Juli 2001 veranstalteten beide Herrenberger Gymnasien ein Projekt Schule als Staat, bei dem die Schüler einen Staat mit seinen Institutionen und Betrieben nachbildeten. Der Staat hieß „Gäurasien“.
Im Herbst 2008 fand Schule als Staat erneut am Schickhardt-Gymnasium statt. Der Staat hieß „Schickago“ und hatte die Währung „Schickel“.
Im Sommer 2015 fand das Projekt zum dritten Mal statt. Diesmal hieß der Staat „McSchicko“ und die Währung waren „Schickos“.

### Schulleiter
Die bisherigen Schulleiter:
- 1962: Riethmüller
- ab 1962: Walter Gerblich
- 1971–1992: Martin Zeller
- 1992–2003: Eckhart Ph. Kern
- 2003–2018: Hans Joachim Drocur
- seit 2018: Heike Bertsch-Nödinger

## Ausstattung
Die Schule besitzt ein Modell der von Wilhelm Schickard konstruierten Rechenmaschine und des von ihm konstruierten Handplanetariums.
Vor der Schule wurde 1962 ein rund 11 Ar großer, bis zu 2,80 Meter tiefer und rund 720 Kubikmeter Wasser fassender See angelegt, der viele Jahre lang als Fischgewässer verpachtet war. Später kam die Pflege des Sees in die Verantwortung der Schule. Da der zunächst mit einer Lehmschicht abgedichtete See ständig Wasser verlor, wurde er 2005 bei einer als Schülerprojekt durchgeführten Sanierung mit einer Folie abgedichtet.

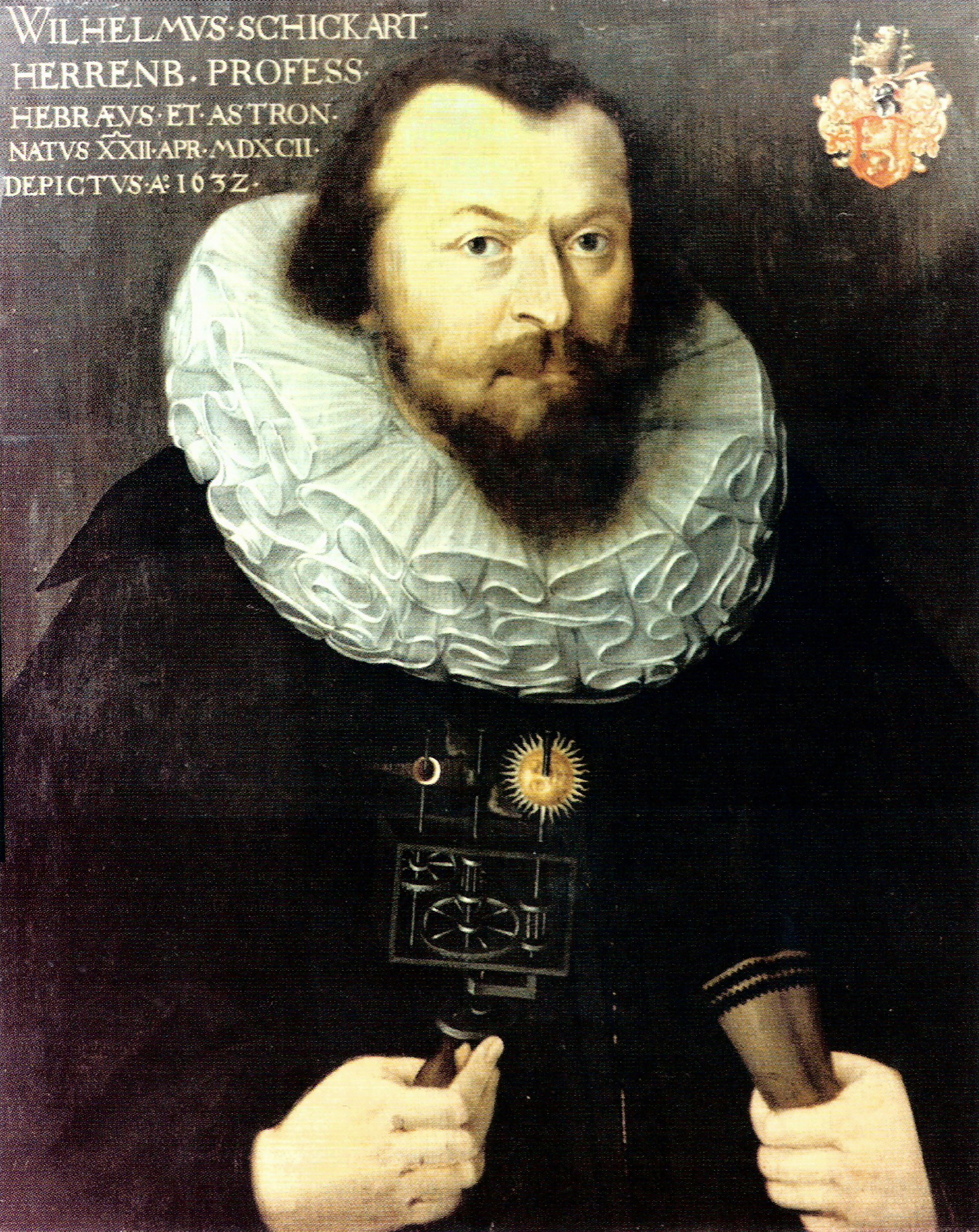
Wilhelm Schickard mit seinem Handplanetarium
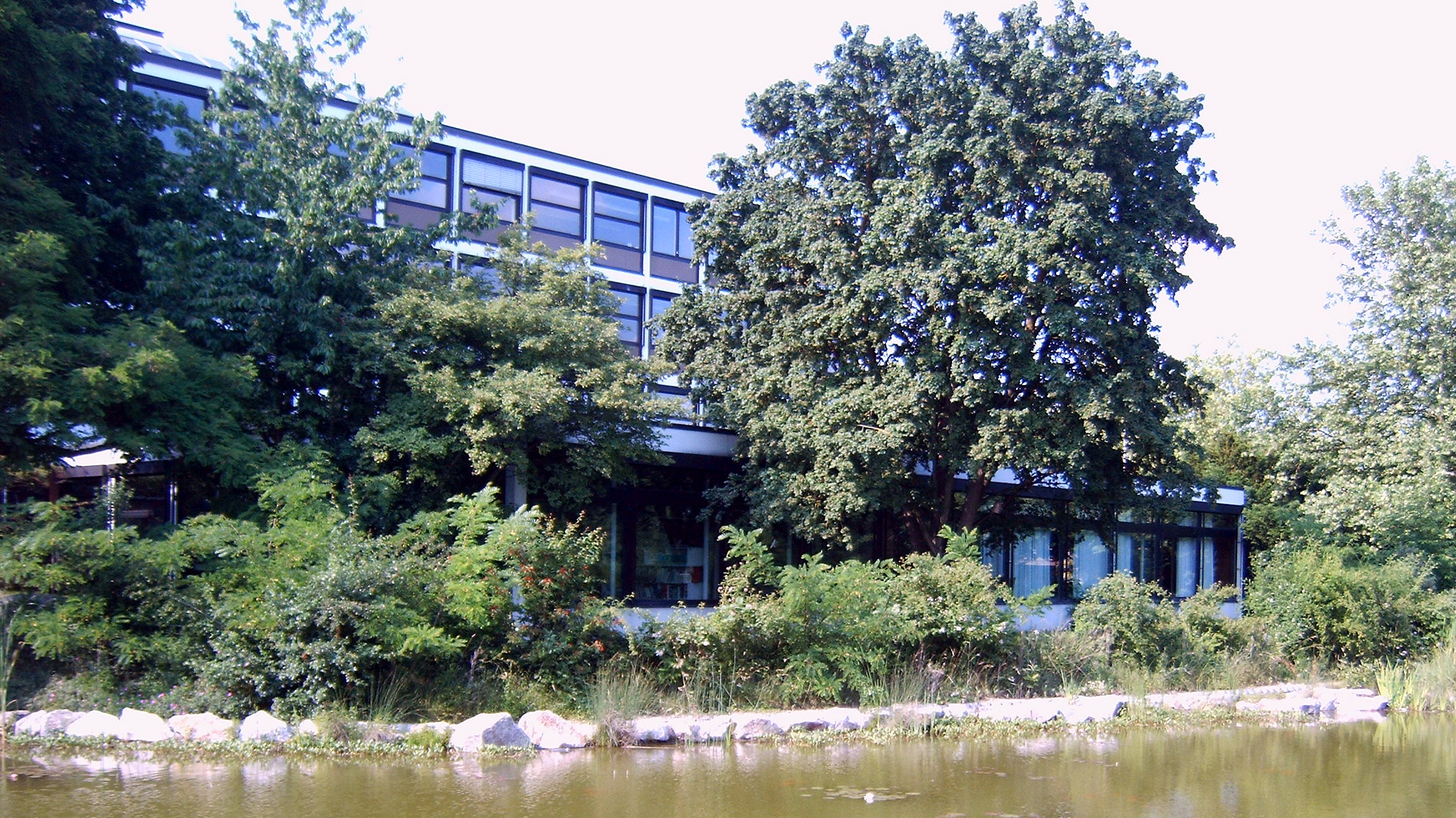
Hauptgebäude mit Schulsee, 2010
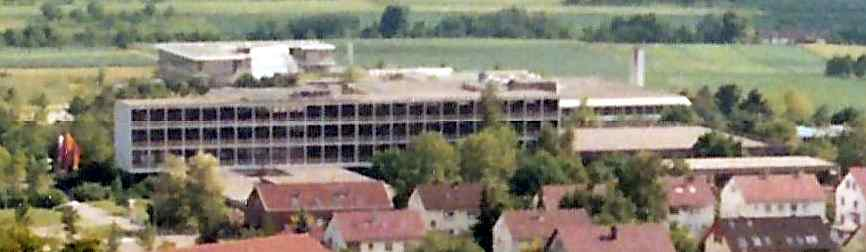
Schickhardt-Gymnasium, Hauptgebäude, Ansicht vom Schlossberg, 1990

## Schüleraustausch
Seit Anfang der 1990er Jahre betreibt das Schickhardt-Gymnasium im Rahmen des German American Partnership Program Schüleraustausch mit der Wenatchee Highschool in Wenatchee (Washington, USA).

## Bekannte Schüler und Lehrer

### Schüler der Herrenberger Lateinschule
- die Namensgeber Heinrich Schickhardt d. J. und Wilhelm Schickard
- Der Verleger und revolutionäre Demokrat Johann Gottlieb Bärstecher (geboren 1749) war mit hoher Wahrscheinlichkeit Schüler der Lateinschule.[13]

### Ehemalige Schüler und Lehrer des Schickhardt-Gymnasiums
- Hermann Wilske (* 1950), Musikpädagoge, ehemaliger Lehrer am Schickhardt-Gymnasium
- Roland Deines (* 1961), evangelischer Theologe und Hochschullehrer, Abitur am Schickhardt-Gymnasium
- Mini Schulz (* 1966 als Andreas Schulz), Bassist und Professor an der Hochschule für Musik und Darstellende Kunst Stuttgart, Abitur[14] am Schickhardt-Gymnasium
- Robert Russ (* 1971), Musikproduzent und GRAMMY-Preisträger, Abitur[15] am Schickhardt-Gymnasium